# Struthioniformes
Ordre
Les Struthioniformes sont un ordre d'oiseaux incapables de voler, dont la plupart ont actuellement disparu. Dans la classification de référence (version 2.2) du Congrès ornithologique international, cet ordre est très largement réduit comparativement à ce qu'il était dans la classification de Sibley. Il ne comprend plus que la famille des Struthionidae et deux espèces vivantes.

## Description
Les Struthioniformes se reconnaissent par l'absence de bréchet sur leur sternum. Le bréchet constituant une ancre forte pour les muscles des ailes, les Struthioniformes ne pourraient pas voler même s'ils développaient les ailes appropriées.

## Systématique
D'après la classification de référence (version 15.1) du Congrès ornithologique international, cet ordre est constitué de :
- Famille des Struthionidae  : autruches (2 espèces actuelles)

La plupart des Struthioniformes sont de grands oiseaux. L'autruche africaine est aujourd'hui le plus grand oiseau vivant. Elle atteint jusqu'à 3 mètres de haut et pèse jusqu'à 135 kg.
Dans la classification classique et la classification de Sibley, l'ordre des Struthioniformes comprenait aussi :
- la famille Rheidae (les nandous), maintenant dans son propre ordre des Rheiformes ;
- la famille Casuariidae (casoars), maintenant dans l'ordre des Casuariiformes ;
- la famille Dromaiidae (émeus), maintenant dans l'ordre des Casuariiformes ;
- la famille Apterygidae (kiwis), maintenant dans son propre ordre des Apterygiformes.

Cette ancienne définition du groupe correspond aujourd'hui au terme ratites.